# Налъм
Налъм (от турски: nalın) е примитивна обувка с твърда дървена подметка и кожена каишка. Каишката обикновено се прикрепва към дървената подметка с пирони. Някои хора наричат налъмите подигравателно  „социалистическа джапанка“ . Те се използват като домашни чехли или като джапанки (най-вече в обществените бани).
В българския език съществува ироничният израз „Когато цъфнат налъмите“, което означава „никога“.